# František Habásko
František Habásko byl český fotbalista.

## Fotbalová kariéra
V československé lize hrál za SK Slavia Praha. Nastoupil v 6 ligových zápasech a dal 1 gól. Se Slavií získal v letech 1942 a 1943 dvakrát ligový titul.

## Ligová bilance
| Ročník               | Zápasy | Góly | Klub            |
| -------------------- | ------ | ---- | --------------- |
| Národní liga 1941/42 | 3      | 1    | SK Slavia Praha |
| Národní liga 1942/43 | 3      | 0    | SK Slavia Praha |
| CELKEM               | 6      | 1    |                 |